# Sveriges Arbetsterapeuter
Sveriges Arbetsterapeuter är ett professionsinriktat fackförbund inom Saco för Sveriges arbetsterapeuter och för studenter under utbildning till att bli arbetsterapeut. 
Sveriges Arbetsterapeuter arbetar för att arbetsterapeuter ska få individuell tillfredsställelse och utveckling i sitt jobb, att arbetsmiljön och arbetsorganisationen ska vara effektiv och utvecklande, att arbetsterapeutprofessionen utvecklas samt att utbildning och kompetens ska löna sig. Förbundet driver alltså arbetsterapeuternas såväl fackliga som yrkesmässiga intressen.
Förbundets ordförande sedan 2015 är Ida Kåhlin.